# Kloster Rastede
Das Kloster Rastede war im Mittelalter ein Kloster in Rastede bei Oldenburg.

## Gründung
Die Gründung des Klosters in Rastede geht auf das Jahr 1091 zurück. Als Gründungsstifter gelten Graf Huno und seine Frau Willna. Der Grafentitel ist umstritten, daher wird angenommen, dass sie eher durch ihre Besitztümer eine grafenähnliche Verfügungsgewalt hatten. Beide wollten sich mit der Gründung des Klosters ein geistliches Denkmal setzen. Zunächst planten sie ein Nonnenkonvent bzw. ein Kanonikerstift. Da Huno vor der Weihe des Klosters verstarb, vollendete ein Friedrich, möglicherweise Hunos Sohn, die Gründung des Klosters, das schließlich 1091 als Benediktiner-Kloster zu Ehren der Jungfrau Maria geweiht wurde. Fünf Jahre später, im Jahre 1096, wurde auch die Klosterkirche geweiht.

## Glanzzeit
Das Kloster wurde von Huno und Willna mit reichlich Besitztümern ausgestattet. So besaß das Konvent bald Ländereien in und um Rastede, im Ammerland, in Rüstringen, östlich der Weser bis Bardowick und Lüneburg, sowie im Gebiet um Syke bei Bremen. Zusätzlich kamen von Friedrich (verzeichnet auf einer Papsturkunde von 1124) westfälischer Besitz in Soest, Lüdenscheid, Iserlohn und Arnsberg dazu. Durch die Zahlung der Zehnts der Bauern und die daraus resultierende materielle Unabhängigkeit der Mönche wurde das Kloster Rastede schnell zu einem geistigen Zentrum der Region.
Im 12. Jahrhundert fiel die Schutz- und Verfügungsgewalt durch verwandtschaftliche Beziehungen an die Egilmaringen, eben jene Familie, die später als Grafen von Oldenburg das Haus Oldenburg gründen sollten. Diese sahen die Vogtei über ihr neues „Hauskloster“ als willkommenes Mittel zur Erweiterung des eigenen Machtbereiches; nicht immer mit positiven Folgen für die Mönche. Da die Belastung der Bauern Ende des 13. Jahrhunderts sehr groß wurde, sahen sich viele Bauern gezwungen aus dem Herrschaftsgebiet auszuwandern. Auch kriegerische Handlungen, zum Beispiel die Schlacht bei Altenesch in Stedingen, sorgten für Einkommensverluste und Verluste von Menschenleben bei den Bauern. Die Mönche waren aber finanziell von deren Zahlungen abhängig, um ihren eigenen relativ hohen Lebensstandard zu sichern.
Bis Mitte des 15. Jahrhunderts war die Klosterkirche auch Grabstätte der Oldenburger Grafen. Die Aufgabe der Mönche bestand im Gebet um das Seelenheil des Herrscherhauses. Außerdem standen die Geistlichen den Grafen mit ihren künstlerischen Fähigkeiten und ihrer (für diese Zeit) hohen Bildung zur Verfügung. So fertigte der Mönch Hinrich Gloysteen im Jahr 1336 im Auftrage von Johann III. den Oldenburger Sachsenspiegel, eine handschriftliche Kopie des sächsischen Rechtstextes in niederdeutscher Sprache. Ein weiterer Mönch aus dem Kloster fügte kunstvolle Miniaturen hinzu. Noch heute lagert im Niedersächsischen Landesarchiv, Standort Oldenburg eine Pergamenthandschrift der aus dem Orden stammenden Rasteder Chronik (um 1450 von Heinrich Wolters verfasst) und das um die Gründerzeit des Klosters begonnene Buch des Lebens ("Liber vitae historia monasterii Rastedensis"). Beide Schriftstücke sind heute wichtige Quellen bei der Erforschung der mittelalterlichen Geschichte in Oldenburg.

## Niedergang
1476 befestigte der Oldenburger Graf Gerd der Mutige das Kloster mit einer Grabenanlage und Mauern.
Im Zuge der Reformation verlor das Kloster seine geistliche Grundlage. Durch Rentenzahlungen an die Mönche gelang es Graf Christoph von Oldenburg, Domherr in Köln und Bruder des amtierenden Grafen Anton I., Provisor (Verwalter) des aussterbenden Ordens zu werden. Nachdem der letzte Mönch 1529 das Kloster verlassen hatte, verglich sich Christopher mit seinen Brüdern und baute sich eine ‚gemächliche Wohnung‘ am Kloster. Mit dem Tode des ehemaligen Domherrn im Jahre 1566 verlor das Gebäude auch den letzten Anschein kirchlicher Funktion.
Mit dem Ende des Klosters in Rastede beginnt der Anfang des Schloss Rastede, das an gleicher Stelle errichtet wurde.
Vom Abtsgebäude sind heute noch die Kellergewölbe erhalten. Ebenso einige romanische Säulen, welche hinter dem Schloss im Park stehen.

## Äbte des Klosters
- Detmar (1091–1123)
- Sweder (1123–1124)
- Simon (1124–1142)
- Siward (1142–1157)
- Donatian (1158–1184)
- Meinrich (1185–1226)
- Conrad (1227–1239)
- Lambert (1240–1260)
- Willekin von Mercele (1260–1267), wechselte ans Paulskloster vor Bremen
- Otto (1267–1285), kam vom Paulskloster
- Albert (1285–1292)
- Gottschalk (1292–1295)
- Heinrich von Nienburg (1295–1302)
- Arnold (1302–1317)
- Johannes (1317–1347)
- Helmerich (1347–1374)
- Oltmann (1374–1380)
- Otto Schepel (1380–1389)
- Heinrich (1389–1401)
- Reiner Reinerus (1401–1437)
- Johannes Fabri (1437–1444)
- Johannes von Gröpelingen (1444–1472)
- Erpold (1472–1499)
- Bernhard (1499–1504)
- Johannes Hesse (1504–1529)

## Klostermühle Hankhausen

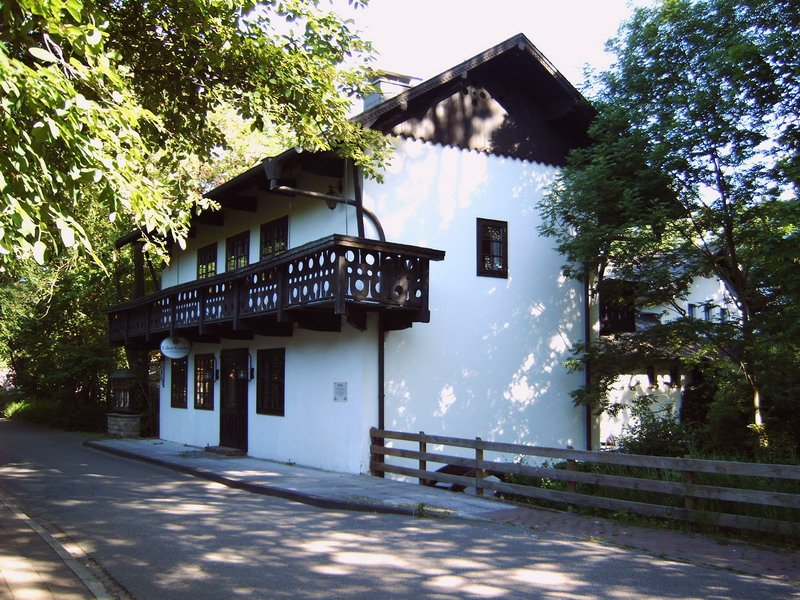
Klostermühle Hankhausen im Schweizerstil

1280 erwarb der damalige Abt Otto laut Klosterchronik „die Mühle nahe beim Kloster mitsamt dem danebenliegenden Hof des Meiers“. Hierbei handelt es sich um die heutige Wassermühle in Hankhausen, einem Teil Rastedes. Sie war eine von mindestens zwei klostereigenen Mühlen. Eine 2. Wassermühle befand sich südöstlich des Klosters im Abtsbusch. Mit dem geistigen Niedergang des Klosters und die Übernahme der Gebäude durch die Oldenburger Grafenfamilie wechselte auch die Klostermühle in deren Besitz.
Während der sogenannten Dänenzeit in der Grafschaft Oldenburg wurde die Mühle veräußert. 1782 kaufte Herzog Peter Friedrich Ludwig, der auch das Schloss Rastede erwarb, die Mühle zurück und gliederte sie dem Schlosspark an. In Erinnerung an einen Bildungsurlaub in Bern ließ er das Gebäude im heutigen Schweizerstil umbauen. Im rechten Kellerraum befinden sich noch alte, wiederverwendete Holzkonstruktionen des Vorgängerbaues.
1964 ist die Hankhauser Klostermühle Gemeindebesitz geworden und 1978 wieder an private Hand verkauft worden. 